# Le Lioran
Le Lioran is een wintersportoord in het Centraal Massief in Frankrijk, voor het grootste gedeelte in de gemeente Laveissière. De kabelbaan van het skigebied voert richting de top van de Plomb du Cantal, onderdeel van het Cantalgebergte. Met 1855 meter is dit de op een na hoogste berg van het Centraal Massief.
Het wintersportoord bevindt zich in het trogdal van de Alagnon, in het hart van het Cantalgebergte, het overblijfsel van een grote stratovulkaan. Het skigebied omvat circa 150 hectare en ligt op 1150 tot 1820 meter hoogte. Super Lioran is het hogere gedeelte met 60 km aan skipistes. Het gebied hoort grotendeels bij de gemeente Laveissière, maar ook bij Albepierre-Bredons, Paulhac en Saint-Jacques-des-Blats.
De belangrijkste verbinding naar Le Lioran is de N122 Figeac-Massiac, die in de tunnel du Lioran door de bergen loopt. Een zijweg van de N122, de D67, is de ontsluitingsweg van het skigebied en voert over de oude bergpas "Col du Lioran" (1237 m) ter hoogte van Super Lioran. Iets ten zuiden hiervan bereikt de weg zijn hoogste punt bij de Col de Cère (1294 m).
Le Lioran was drie keer aankomstplaats van een etappe in de wielerkoers Ronde van Frankrijk. De ritwinnaars in Le Lioran zijn de Belgen Michel Pollentier (1975) en Greg van Avermaet (2016) en de Deen Jonas Vingegaard (2024).